# Gypsophila pilosa
Gypsophila pilosa là loài thực vật có hoa thuộc họ Cẩm chướng. Loài này được Huds. mô tả khoa học đầu tiên năm 1767.